# Burnetiidae

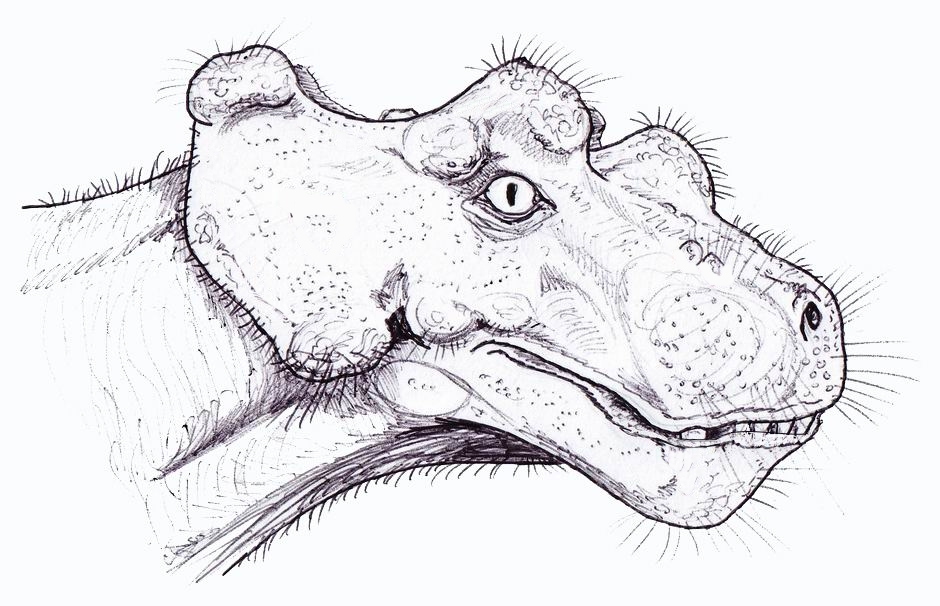
Cabeza de Burnetia mirabilis.

Los burnétidos (Burnetiidae) son una familia extinta de terápsidos perteneciente al suborden Biarmosuchia que existió durante el periodo Pérmico Medio y Tardío de lo que ahora son África y Europa. 